# Scopula inustaria
Scopula inustaria là một loài bướm đêm trong họ Geometridae.